# Fair & Square
Fair & Square è il 15° album in studio del cantautore folk americano John Prine, pubblicato con Oh Boy Records nel 2005. È stato ripubblicato nel 2007 come doppio LP in vinile con altre quattro bonus track e nel 2008 queste quattro tracce sono state ripubblicate come EP.
Al 48° Grammy Awards, Fair & Square ha vinto il Grammy Award come miglior album folk contemporaneo.

## Accoglienza
Scrivendo per AllMusic, il critico Mark Deming ha scritto dell'album "...l'uomo di Fair and Square sembra un po' meno turbolento e più contemplativo del ragazzo che ha inciso il materiale più memorabile di Prine... per la maggior parte questo album è uno sforzo insolitamente pacato e sommesso da parte di un artista che di solito non può fare a meno di sorridere; con un po' di fortuna si sentirà un po' più fiducioso la prossima volta, anche se questa è comunque un'ottima musica per un pomeriggio tranquillo." Il critico musicale Bill Frater ha scritto: "C'è una qualità senza tempo nel suo stile di scrittura delle canzoni. Afferma che le parole gli vengono in mente senza che lui debba fare nulla, ma semplicemente scriverle. Non ne dubito; anche parole casuali come Costantinopoli può funzionare se lo sente lo scrittore giusto. John Prine è davvero un cantautore e tutti noi dovremmo essere così onesti e fiduciosi." Il critico musicale Robert Christgau ha assegnato all'album una menzione d'onore di 3 stelle, ma 15 anni dopo ha ammesso di averlo sottovalutato.

## Tracce
1. Glory of True Love (Prine, Roger Cook) – 4:12
2. Crazy as a Loon (Prine, Pat McLaughlin) – 5:03
3. Long Monday (Prine, Keith Sykes) – 3:22
4. Taking a Walk (Prine, McLaughlin) – 6:09
5. Some Humans Ain't Human – 7:03
6. My Darlin' Hometown (Prine, Roger Cook) – 3:14
7. Morning Train (Prine, McLaughlin) – 4:02
8. The Moon Is Down – 3:47
9. Clay Pigeons (Blaze Foley) – 4:27
10. She Is My Everything – 4:25
11. I Hate It When That Happens to Me (Prine, Donnie Fritts) – 2:49
12. Bear Creek Blues (A. P. Carter) – 4:45